# Mălina Călugăreanu
Mălina Călugăreanu (ur. 15 września 1996 roku w Bukareszcie) – rumuńska florecistka, olimpijka.

## Kariera
Brała udział w swoich pierwszych zawodach seniorskich w sezonie 2011/2012 i dołączyła do seniorskiej reprezentacji Rumunii na Mistrzostwa Europy 2013 w Zagrzebiu. W 2014 roku zdobyła srebrny medal na mistrzostwach Rumunii, po przegranej w finale z koleżanką z drużyny Marią Boldor. 
Wzięła udział w igrzyskach olimpijskich w Rio de Janeiro, gdzie w turnieju indywidualnym odpadła w 1/32. Trafiła tam na reprezentantkę Brazylii Bię Bulcão, z którą przegrała 12-15.
Zdobyła indywidualnie brązowy medal na igrzyskach europejskich w Krakowie (2023).
Była też między innymi ósma indywidualnie na mistrzostwach świata w Mediolanie w 2023 roku.